# Julie Karn
Julie Elizabeth Karn (* 26. Januar 1996) ist eine kanadische Fußballspielerin.

## Karriere
Karn begann mit dem Fußballspielen 2004 im Alter von 8 Jahren bei den Huntsville Strikers, wo sie bis 2005 aktiv war, ehe sie zu Waterloo Phoenix wechselte. Es folgten weitere Stationen bei den Burlington Tornados (2008–2010), den Brampton Angels (2010–2013) sowie dem KW United FC (2013–2015). Während ihrer Studienzeit war sie von 2014 bis 2018 für die Wilfrid Laurier Golden Hawks der Wilfrid Laurier University und in der Saison 2018/19 für die Guelph Gryphons der University of Guelph aktiv.
Ende Juli 2019 wurde Karn vom deutschen Bundesligaaufsteiger FF USV Jena verpflichtet. Sie unterzeichnete einen Einjahresvertrag bei den Thüringern. Ihr erstes Spiel in der Frauen-Bundesliga bestritt sie am 3. Spieltag der Saison 2019/20 bei der 2:4-Auswärtsniederlage gegen den 1. FFC Frankfurt. Nachdem Karn verletzungsbedingt nur 4 Bundesliga-Spiele bestritten hatte und der FF USV Jena abgestiegen war, verließ Karn den Verein wieder. Im Januar 2021 unterschrieb die Mittelfeldspielerin in Israel bei ASA Tel-Aviv FC.

## Privates
Karn studierte Kinesiologie, neben ihrer Tätigkeit als Fußballspielerin ist sie zudem als professionelle Tänzerin tätig.